# قلعه سقندل
قلعه سقندل مربوط به هزاره اول قبل از میلاد - عصر آهن است و در شهرستان ورزقان، بخش مرکزی، دهستان ازومدل جنوبی، ۱/۵ کیلومتری شمال شرق روستای سقندل واقع شده و با شمارهٔ ثبت ۲۶۶۱۲ به‌عنوان یکی از آثار ملی ایران به ثبت رسیده است.